# Trolejbusová doprava v Innsbrucku

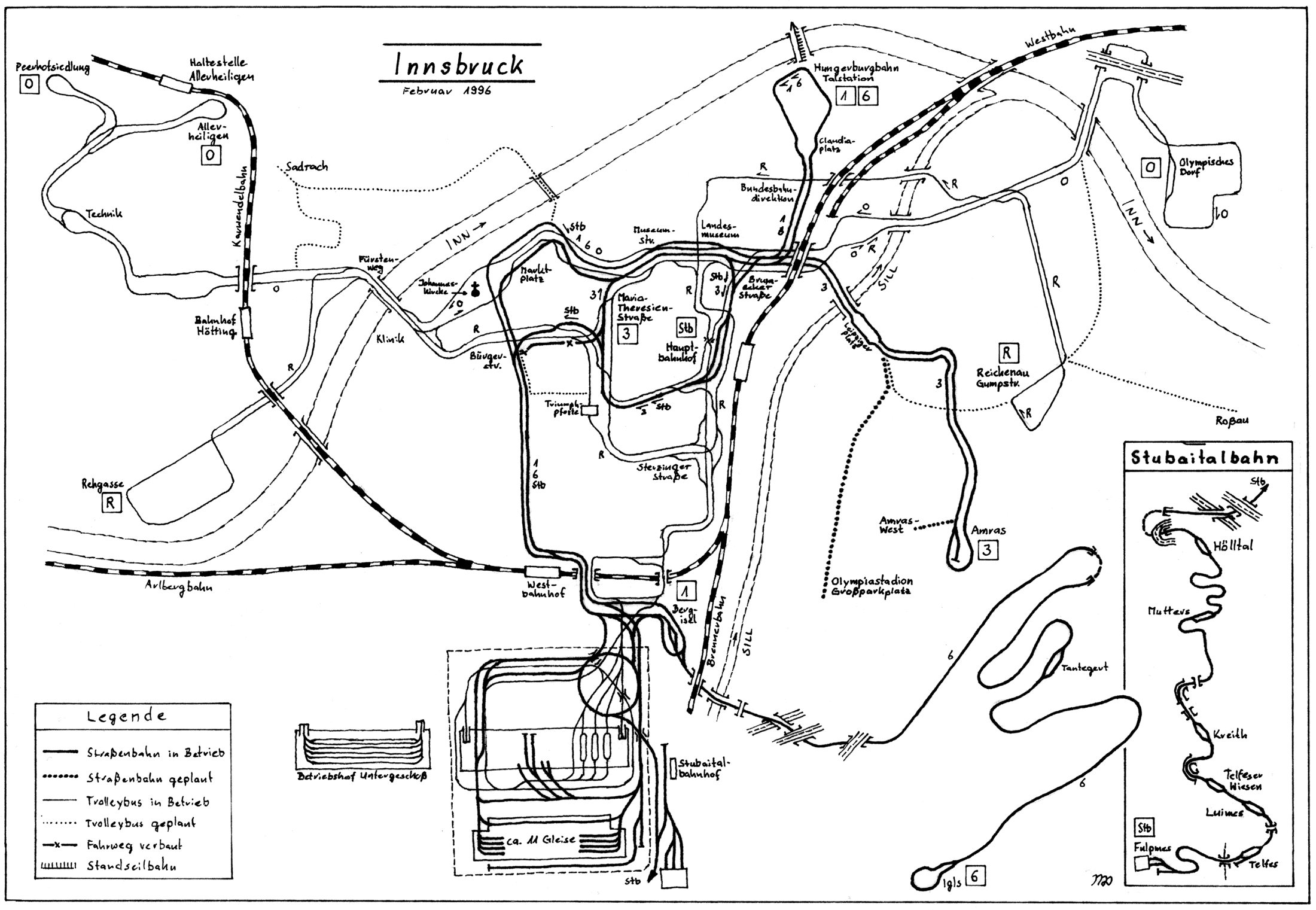
Schéma tramvajových a trolejbusových tratí v Innsbrucku (stav v roce 1996)

V tyrolském městě Innsbruck byly během 20. století v provozu celkem dvě sítě trolejbusové dopravy.

## První trolejbusový provoz
V innsbruckých ulicích se první trolejbusy objevily 8. dubna 1944. Po Salcburku a Štýrském Hradci tak šlo o třetí „moderní“ trolejbusový provoz v Rakousku. Postupem času byly v Innsbrucku v provozu tři trolejbusové linky, elektrická nekolejová trakce se tedy v tomto alpském městě příliš nerozšířila. Provoz trolejbusů v Innsbrucku byl zastaven 29. února 1976 v souvislosti s plánovaným novým dopravním systémem, který měl být původně spuštěn při příležitosti XII. zimních olympijských her (k čemuž však nedošlo).

## Druhý trolejbusový provoz
Pro ZOH konané v roce 1976 byl přichystán nový dopravní systém, který počítal se stavbou nových tramvajových tratí ve městě i obnově příměstské trati do Hallu. K přestavbě stávající sítě a výstavbě nových úseků však kvůli nedostatku finančních prostředků nikdy nedošlo. Naopak ve druhé polovině 80. let došlo k obnovení městské trolejbusové sítě, první trať byla zprovozněna 17. prosince 1988. Do roku 1992 pak byla dostavěna základní síť, na které jezdily dvě linky. Ta pak po drobných úpravách (stavba různých spojek a propojení v centru města) vydržela až do začátku 21. století. Postupem času se ale trolejbusy přestávaly na linkách objevovat, ve velkém je začaly nahrazovat autobusy. Oficiální důvody k tomuto kroku byly závady na vozidlech, trolejovém vedení, nedostatek řidičů či stavební práce ve městě. Město Innsbruck proto zhodnotilo trolejbusový provoz jako neekonomický a doporučilo jej zrušit. K tomu došlo 25. února 2007, kdy vyjely trolejbusy do innsbruckých ulic naposledy. Do míst, kam trolejbusy zajížděly, mají v budoucnu vést tramvajové tratě, jejichž rozvoj město podporuje. Kloubové trolejbusové vozy značky Gräf & Stift z konce 80. a začátku 90. let byly odprodány do východoevropských provozů. V Innsbrucku je nahradily moderní nízkopodlažní kloubové autobusy Mercedes-Benz Citaro.